# Arena 5ta. Sección
Arena 5ta. Sección är en ort i Mexiko.   Den ligger i kommunen Comalcalco och delstaten Tabasco, i den sydöstra delen av landet, 600 km öster om huvudstaden Mexico City. Arena 5ta. Sección ligger 14 meter över havet och antalet invånare är 525.
Terrängen runt Arena 5ta. Sección är mycket platt. Runt Arena 5ta. Sección är det ganska tätbefolkat, med 172 invånare per kvadratkilometer. Närmaste större samhälle är Cárdenas, 19,7 km söder om Arena 5ta. Sección. Trakten runt Arena 5ta. Sección består till största delen av jordbruksmark.